# Vega de Granada

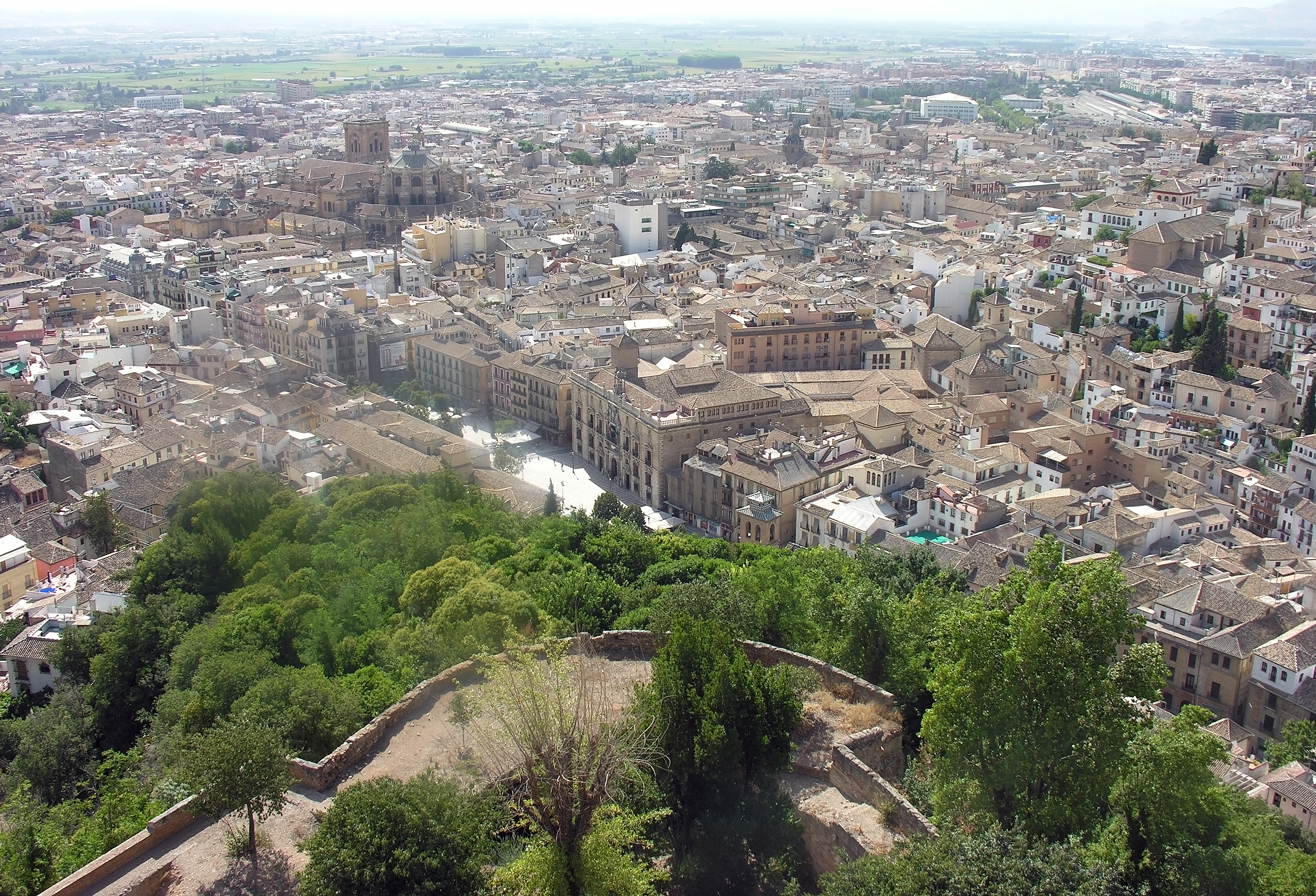
Granada

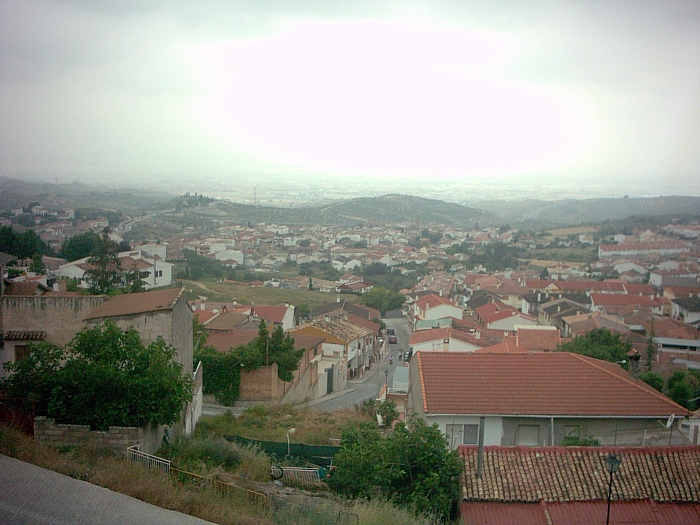
Alfacar

Vega de Granada ist eine Landschaft und eine Verwaltungseinheit (comarca) in der spanischen Provinz Granada. Der Name rührt vom fruchtbaren Schwemmland (vega) des Flusses Genil her, des wichtigsten Flusses in der Provinz Granada, der auch durch die Stadt Granada selbst fließt.

## Lage
|        | Los Montes                                  |                     |
| Loja   | Kompassrose, die auf Nachbargemeinden zeigt | Guadix              |
| Alhama | Valle de Lecrín                             | Alpujarra Granadina |

## Gemeinden
Die Comarca besteht aus 41 Gemeinden mit ca. 540.000 Einwohnern, also fast 60 % der Provinzbevölkerung. Hiervon lebt gut die Hälfte in der Stadt Granada.
| Gemeinde                | Einwohner (2024) | Fläche km² | Dichte Einw./km² | Cod INE | Postleitzahl |
| ----------------------- | ---------------- | ---------- | ---------------- | ------- | ------------ |
| Albolote                | 19.587           | 78,58      | 249              | 18003   | 18659        |
| Alfacar                 | 5.784            | 16,73      | 346              | 18011   | 18650        |
| Alhendín                | 10.399           | 50,81      | 205              | 18014   | 18656        |
| Armilla                 | 25.405           | 4,42       | 5.748            | 18021   | 18657        |
| Atarfe                  | 20.455           | 47,25      | 433              | 18022   | 18657        |
| Beas de Granada         | 1.009            | 23,20      | 43               | 18024   | 18640        |
| Cájar                   | 5.492            | 1,65       | 3.328            | 18036   | 18568        |
| Calicasas               | 658              | 11,25      | 58               | 18037   | 18658        |
| Cenes de la Vega        | 8.296            | 6,49       | 1.278            | 18047   | 18659        |
| Chauchina               | 5.781            | 21,21      | 273              | 18059   | 18658        |
| Churriana de la Vega    | 16.693           | 6,60       | 2.529            | 18062   | 18659        |
| Cijuela                 | 3.714            | 17,92      | 207              | 18048   | 18659        |
| Cogollos Vega           | 2.084            | 49,87      | 42               | 18050   | 18650        |
| Cúllar Vega             | 7.809            | 4,35       | 1.795            | 18057   | 18656        |
| Dílar                   | 2.319            | 79,28      | 29               | 18068   | 18657        |
| Dúdar                   | 373              | 8,37       | 45               | 18070   | 18640        |
| Fuente Vaqueros         | 4.625            | 16,01      | 289              | 18079   | 18568        |
| Las Gabias              | 23.318           | 39,06      | 597              | 18905   | 18658        |
| Gójar                   | 6.340            | 12,01      | 528              | 18084   | 18659        |
| Granada                 | 232.717          | 88,02      | 2.644            | 18087   | 18658        |
| Güejar Sierra           | 2.926            | 238,95     | 12               | 18094   | 18659        |
| Güevéjar                | 2.660            | 9,75       | 273              | 18095   | 18659        |
| Huétor de Santillán     | 1.938            | 93,27      | 21               | 18099   | 18650        |
| Huétor Vega             | 12.294           | 4,24       | 2.900            | 18101   | 18656        |
| Jun                     | 4.145            | 3,69       | 1.123            | 18111   | 18657        |
| Láchar                  | 3.826            | 13,12      | 292              | 18115   | 18640        |
| Maracena                | 22.310           | 4,89       | 4.562            | 18127   | 18568        |
| Monachil                | 8.608            | 88,92      | 97               | 18134   | 18658        |
| Nívar                   | 1.069            | 11,18      | 96               | 18144   | 18659        |
| Ogíjares                | 15.063           | 6,91       | 2.180            | 18145   | 18658        |
| Peligros                | 11.674           | 10,14      | 1.151            | 18153   | 18659        |
| Pinos Genil             | 1.638            | 13,99      | 117              | 18157   | 18650        |
| Pinos Puente            | 9.708            | 92,94      | 104              | 18158   | 18656        |
| Pulianas                | 5.628            | 6,33       | 889              | 18165   | 18657        |
| Quéntar                 | 943              | 66,49      | 14               | 18168   | 18640        |
| Santa Fe                | 15.269           | 38,20      | 400              | 18175   | 18568        |
| Valderrubio             | 2.077            | 5,53       | 376              | 18914   | 18658        |
| Vegas del Genil         | 12.325           | 14,15      | 871              | 18911   | 18659        |
| Villa de Otura          | 7.606            | 24,34      | 312              | 18149   | 18658        |
| Víznar                  | 997              | 13,00      | 77               | 18189   | 18659        |
| La Zubia                | 20.056           | 20,11      | 997              | 18193   | 18659        |
| Comarca Vega de Granada | 565.618          | 1.363,22   | 415              | –       | –            |